# الموصف (أبين)

تعديل مصدري - تعديل

الموصف هي إحدى قرى الجمهورية اليمنية. تتبع جغرافيا لمحافظة أبين و إداريًا لمديرية رصد. يبلغ تعداد سكانها 1192 نسمة حسب تعداد اليمن لعام 2004.